# 大野乾
大野 乾（おおの すすむ、1928年2月1日 - 2000年1月13日）は、アメリカ合衆国の生物学者。「遺伝子重複説」や「X染色体上の遺伝子保存則（大野の法則）」の提唱で知られる。日本統治時代の朝鮮・京畿道京城府（現大韓民国ソウル）生まれ。

## 研究内容
初期から
1. 性染色体の不活性化に関する研究を経て
2. 性染色体および性関連遺伝子に関する研究
3. 進化における遺伝子重複説の提唱
4. ジャンクDNA概念の提唱さらに
5. 遺伝子の塩基配列・蛋白質アミノ酸配列の構成原理に関する

過程で研究がなされた。
(1)については、哺乳類メスの細胞核に見られるバー小体が、父方あるいは母方一方のみのX染色体の凝縮したものであることを発見した。(2)については1967年と1979年に単行本を出版し（下記文献リスト参照）、哺乳類における常染色体を起源とする性染色体の進化を提唱した。また性決定に関して、主要性決定遺伝子が性決定カスケードのトップに存在することを提唱した。(3)については生物の進化において、新しい遺伝子が生じてくることの前段階として、遺伝子重複が起きることが重要であるという認識を、1970年の著書「Evolution by Gene Duplication」で広く世に広めた。また同著では、脊椎動物などの高等な生物のゲノムの進化には、倍数進化（ゲノム重複）による遺伝子の爆発的な増加が関与してきたという仮説もあらわしている。(4)は遺伝子重複説と関連し、大野が初めて提唱した。(5)では遺伝子コードの起源にまで迫る考察を展開している。
DNAの塩基配列の構成原理に、音楽の音符の構成原理との同一性を見出し、このことを示すために、DNA塩基を音符に置き換えた「DNA音楽（遺伝子音楽）」を試みたことでも有名。DNAの塩基は4種類あるが、音楽の1オクターブは8音ある。したがって、1塩基と2音（例えばAとレ・ミ）を対応させるなどしている。
大野の論説の特色は、多くの実験結果に基づき、洞察に富んだ議論が展開されていることにある。こと進化に関しては、分子進化、染色体進化、そうして大きなスケールの大進化まで、それぞれの進化過程に対してばかりか、それらの間の関連について、提示される議論は、明快かつ説得力がある。1968年に木村資生によって中立進化説が提唱された後、木村資生・太田朋子（1974）によってまとめられた分子進化に関する5原則のうち2つに大野の遺伝子重複説の考えが取り入れられている（山岸 1977）。また、遺伝子重複説において、脊椎動物の祖先種は、魚類あるいは両生類の段階で少なくとも1回、4倍体進化を経たという仮説（2R仮説、2 round duplication hypothesis、全ゲノム重複説、大野の仮説）が提唱されたが、近年、このことが実証されつつある（Putnam et al. 2008）。
多くの優れた弟子を育てているが日本人では、山口陽子（東海大学工学部教授）、森望（長崎大学医学部教授）、須藤鎮世（就実大学薬学部教授）、早川智（日本大学医学部教授）、四方哲也（大阪大学工学部教授）ほか。秋篠宮殿下の学位論文指導者のひとりでもある。

## 略歴
- 1949年　東京農工大学大学院獣医学研究科修了、獣医学博士
- 1952年　カリフォルニア大学ロサンゼルス校研究員
- 1961年　理学博士（北海道大学）「哺乳類及び性染色体の二重性格と系統進化(英文)」[3]
- ?年　City of Hope National Medical Center研究員
- ?年　City of Hope National Medical Center, Beckman Research Institute生物学研究部部長
- 1974年　アメリカ芸術科学アカデミー会員
- 1981年　米国科学アカデミー正会員
- 1981年　honored with Ben Horowitz Chair of Distinguished Scientist in Theoretical Biology（理論生物学Ben Horowitz記念傑出名誉教授）
- 1984年　ペンシルベニア大学百年祭名誉博士
- 1987年　東京農工大学名誉博士
- 1992年　デンマーク王立科学アカデミー外国会員
- 1996年　City of Hope National Medical Center, Beckman Research Institute生物学研究部名誉部長

## 受賞歴
- 1968年 Peter Volid special tribute award（ピーター・ボリッド特別功労賞）
- 1972年 The silver medal of the Bell Museum of Pathology at the University of Minnesota（ミネソタ大学ベル病理学博物館シルバーメダル賞）
- 1981年 日本人類遺伝学会賞
- 1981年 アメリカ芸術科学アカデミーよりFrancis Amory Prize for Reproductive Bioloy of the American Academy of Arts and Sciences（生殖生物学エーモリー賞）生殖生物学エーモリー賞（ドイツ語版）
- 1983年 日本遺伝学会より木原賞
- 1998年 デンマーク王立科学アカデミーよりInaugural Queen Margarethe Prize from the Royal Danish Academy of Arts and Sciences（新設マルガレーテ女王賞）第１回基礎科学賞

## 著書
- Sex Chromosomes and Sex-Linked Genes (Springer-Verlag, 1967)
- Evolution by Gene Duplication (Springer-Verlag, 1970)
- Protochordata, Cyclostomata, and Pisces (Gebruder Borntraeger, 1974)
- 遺伝子重複による進化（山岸秀夫・梁 永弘 訳，岩波書店，1977年）
- Major Sex Determining Genes (Springer-Verlag, 1979)
- 生命の誕生と進化（東京大学出版会，1988年）
- 大いなる仮説―DNAからのメッセージ（羊土社，1991年）
- 続 大いなる仮説―5.4億年前の進化のビッグバン（羊土社，1996年）
- 未完 先祖物語―遺伝子と人類誕生の謎（羊土社，2000年）

## 関連文献
- 大野乾の世界．大野 翠 (翻訳), Steven J. Novack・山口陽子・早川 智・須藤鎮世・森 望（著），羊土社，2003年
- 山岸秀夫（1977）「訳者あとがき」『遺伝子重複による進化』S. Ohno（著）山岸秀夫・梁 永弘（訳），岩波書店
- Putnam et al. (2008) The amphioxus genome and the evolution of the chordate karyotype. Nature 453: 1064-1072 (http://www.kyoto-u.ac.jp/ja/news_data/h/h1/2008/news6/080612_1.htm)
- Kimura M. (1968) Evolutionary rate at the molecular level. Nature 217:624-6.
- Kimura M, Ota T. (1974) On some principles governing molecular evolution. Proc Natl Acad Sci USA 71(7):2848-52.